# From Boullée to Eternity
From Boullée to Eternity est une œuvre d'art contemporain imaginée dès 1988 et réalisée en 2006 par l'artiste américain Dan Graham dans le cadre d'une commande publique destinée à accompagner l'implantation du Tramway des Maréchaux Sud à Paris.
Installée sur la porte de Versailles, elle consiste en une structure de deux arcs de cercle, en parois en verre, imbriqués et munie d’une ouverture, posées de plain-pied.

## Localisation
S'apparentant à du mobilier urbain, l'œuvre est installée dans l'espace public du sud parisien, sur le trottoir de la porte de Versailles.

## Une œuvre de commande
Elle est la deuxième des neuf œuvres d'art contemporain commandées par les pouvoirs publics (Ville de Paris, conseil régional d'Île-de-France, ministère de la Culture) pour jalonner le tracé du premier tronçon du Tramway des Maréchaux (ligne 3a du tramway d'Île-de-France), mis en service en décembre 2006.
En l'occurrence, l'œuvre est édifiée sur la porte qui donne son nom à la station de Tramway la plus proche : la station Porte de Versailles - Parc des Expositions.
Elle a été financée par la Ville de Paris à hauteur de 252 630 euros, (sur les 4 millions alloués à l'ensemble des neuf œuvres).
Son inauguration a eu lieu le 14 décembre 2006, soit deux jours avant celle du tramway, qui s'est tenue le 16 du mois.